# Liste der Kulturdenkmale in Bevern (Holstein)
In der Liste der Kulturdenkmale in Bevern sind alle Kulturdenkmale der schleswig-holsteinischen Gemeinde Bevern (Kreis Pinneberg) und ihrer Ortsteile aufgelistet (Stand: 10. März 2025).
Bis zum Inkrafttreten der Neufassung des schleswig-holsteinischen Denkmalschutzgesetzes am 30. Januar 2015 waren in der Gemeinde Bevern nachfolgend aufgeführte Objekte als Kulturdenkmale gemäß §1 des alten Denkmalschutzgesetzes (DSchG SH 1996) geschützt:

## Ehemalige Kulturdenkmale
| Objekt-ID | Lage                                                | Offizielle Bezeichnung       | Beschreibung | Bild            |
| --------- | --------------------------------------------------- | ---------------------------- | ------------ | --------------- |
|           | Bentkrögener Straße 5 (53° 44′ 33″ N, 9° 46′ 58″ O) | Hallenhaus                   |              | BW              |
|           | Hauptstraße 5 (53° 45′ 3″ N, 9° 46′ 11″ O)          | Wohnhaus                     |              | Fotos hochladen |
|           | Hauptstraße 10 (53° 45′ 7″ N, 9° 46′ 6″ O)          | Wohn- und Wirtschaftsgebäude |              | Fotos hochladen |
|           | Hauptstraße 20 (53° 45′ 20″ N, 9° 46′ 15″ O)        | Ehemaliges Mühlengebäude     |              | Fotos hochladen |
|           | Hemdinger Straße 2 (53° 45′ 17″ N, 9° 46′ 19″ O)    | Hofanlage                    |              | Fotos hochladen |